# Macon, Illinois
Macon là một thành phố thuộc quận Macon, tiểu bang Illinois, Hoa Kỳ. Năm 2010, dân số của thành phố này là 1138 người.

## Dân số
Dân số qua các năm:
- Năm 2000: 1213 người.
- Năm 2010: 1138 người.